# 熊本謙二郎
熊本 謙二郎（くまもと けんじろう、慶応3年11月11日（1867年12月6日） - 1938年（昭和13年）10月26日）は、戦前日本の英語教育者。東京高等師範学校、学習院、早稲田大学高等師範部教授。

## 生涯
慶応3年（1867年）11月11日大坂で蘭方医熊本道俊と織衣の次男として生まれた。虚弱児で、成長を危ぶまれる程だった。大阪中学校、大阪専門学校を経て、1884年（明治17年）7月東京大学予備門に入学し、1887年（明治20年）9月第一高等中学校を卒業、帝国大学法学科に進学したが、肺炎カタルを患い、恩師田村初太郎の説得により退学した。
療養後、1888年（明治21年）5月兵庫県尋常中学校教諭、1891年（明治24年）12月大阪府尋常中学校教諭となった。1897年（明治30年）秋矢田部良吉に東京高等師範学校へ勧誘されたが、文部省の規定上中学校から直接移れず、1898年（明治31年）8月一旦第三高等学校教授となり、1899年（明治32年）8月頃東京高師に移籍するところ、8月矢田部が事故死、9月着任するも、旧来の講師陣は次々と転出したため、神田乃武の招きで苦悩の末1902年（明治35年）4月学習院教授に転じた。また、1905年（明治38年）から1909年（明治42年）まで早稲田大学高等師範部、1910年（明治43年）4月から1911年（明治44年）3月まで津田英学塾に出講した。1919年（大正8年）宮内省から欧米に出張した。
1921年（大正10年）4月早稲田高師部教授となり、学習院、高千穂高等商業学校、自由学園講師を兼ねた。1922年（大正11年）3月学習院、1923年（大正12年）3月高千穂高商を退任し、1928年（昭和3年）9月から1930年（昭和5年）3月まで津田英学塾に出講した。1931年（昭和6年）3月自由学園を退職し、1931年（昭和6年）4月國學院大學講師となった。
晩年は腰・右足に神経痛を患い、目白の自宅に隠棲した。1938年（昭和13年）10月中旬風邪を拗らせて肺炎となり、26日午後4時死去した。墓所は多磨霊園か。

## 著書

### 開成館
- English Drill Books[1]
- New English Drill Books[1]
- New School Readers[1]
- Girls' New Taishō Readers（津田梅子合著）[1]
- Elementary Grammar[1]
- Some More Grammar[1]
- The English Reader for Elementary Schools[1]
- Elementary Composition[1]
- Some More Composition[1]
- Pearl Readers（津田梅子合著）[1]
- The Harmony Readers[1]NDLJP:924550
- Girls' English Composition（岩脇莞爾合著）[1]
- New Advanced Composition（岩脇莞爾合著）[1]
- Edgar Wallace, Katherine Mansfield and Agatha Christie[1]

### 有朋堂
- 『哄笑十八番』[1]NDLJP:871190
- 『間一髪』[1]NDLJP:902999
- 『骨董飯』[1]NDLJP:903015
- 『英文小品鈔』[1]NDLJP:902932
- 『袖珍英和辞典』（南日恒太郎共編）[1]
- 『モダン英和辞典』（南日恒太郎共編）[1]

### その他
- 『ナシヨナル第四読本研究』（喜安璡太郎共編）[1]
- 『新編英語会話教科書』（イーストレーキ共著）NDLJP:871526
- 『熊本氏英語新教本独案内』NDLJP:870751

## 人物
- 岡倉由三郎と共に英語教授界の双璧とされ[5]、「理論の岡倉、実地の熊本」と評された[1]。痩身のため極度の寒がりで、冬にはよく風邪を引いた[2]。
- 大阪時代は野球部を監督し[2]、テニスを広めたほか、撃剣、弓道[5]、ビリヤード、釣り、囲碁、将棋を嗜み[2]、那珂通世の影響で自転車も始めた[6]。若い頃銃猟にも熱中したが、銃で右指を怪我してからやらなくなった[2]。謡も習い、書道は文徴明の行書を手本とした[2]。晩年神経痛の名医という及川道子祖父の診療を受けた際、その影響で俳句を始め、松蘿と号して『オアシス』誌に投稿した[7]。

## 栄典
- 1920年（大正9年）12月 勲三等瑞宝章[1]
- 1921年（大正10年）4月 正四位[1]

## 家族
大坂で3代続く医家に生まれた。元々香取付近出身ともいう。
- 父：熊本道俊 - 蘭方医[1]。号は道可[8][9]。
- 母：織衣（おりえ）[1]
  - 兄：久太郎 - 夭折[1]。
  - 妹：幼（おさな） - 明治3年（1870年）8月20日生[10]
    - 義弟：野村作次郎 - 陸軍歩兵中佐。日露戦争中黒溝台会戦で戦死[1]。
- 継父：熊本春道 - 蘭方医[1]。
  - 弟：二星二郎 - 岡山市水道建設に従事し、京城府水道を建設中死去[1]。
- 妻：美代 - 1929年（昭和4年）11月13日没[1]。
  - 長男：熊本伸一郎[1] - 京都帝国大学理学部卒[11]。
  - 長女：英 - 東京女子大学卒[1]。
  - 次男：熊本武彦 - 朝鮮在住[1]。
  - 三男：熊本協三郎 - 家業再興のため医学に進み[2]、「ペプシンの合成作用に就きて」で医学博士となり[12]、軍医として南支に従軍[2]。
  - 次女：和子 - 夭折[1]。